# Oleh Synjehubow

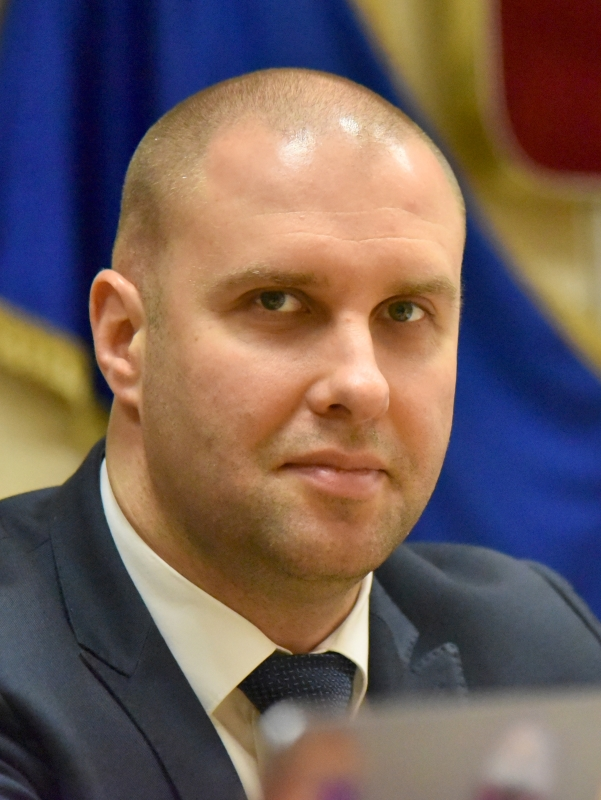
Oleh Synjehubow (2019)

Oleh Wassyljowytsch Synjehubow (ukrainisch Олег Васильович Синєгубов, * 10. August 1983 in Charkiw) ist ein ukrainischer Jurist, Unternehmer und Politiker. Seit 2021 ist er der Gouverneur der Oblast Charkiw. 

## Biografie
Im Jahr 2000 trat er in die juristische Fakultät der Nationalen Universität für Innere Angelegenheiten in Charkiw ein. 2004 schloss er sein Studium ab und qualifizierte sich als Rechtsanwalt. Von Mai 2005 bis Dezember 2007 war er Lehrbeauftragter an der Nationalen Universität. Von Juli 2004 bis Juli 2008 arbeitete er in der Ermittlungsabteilung des Innenministeriums der Ukraine als für die Piwdenna salisnyzja zuständiger Ermittler. Von 2008 bis 2019 war er an der Nationalen Universität für Innere Angelegenheiten Dozent, außerordentlicher Professor, Dekan und stellvertretender Direktor mehrerer Abteilungen, Fakultäten und Institute. Er erhielt den Titel eines Doktors der Rechtswissenschaften.
Im August 2016 erhielt er von Arsen Awakow die Ehrenurkunde des Ministerkabinetts der Ukraine. Außerdem erhielt er zwei Ehrendiplome der regionalen Staatsverwaltung Charkiws. Seit September 2016 ist Synjehubow stellvertretender Vorsitzender des Fachwissenschaftlichen Rates mit dem Recht, Dissertationen für den Grad eines Doktors der Rechtswissenschaften zur Prüfung anzunehmen und zu verteidigen. Seit 2018 ist er Mitglied des Expertenrats des Ministeriums für Bildung und Wissenschaft der Ukraine. Er ist der Autor von mehr als 70 wissenschaftlichen Arbeiten.
Neben seiner Lehr- und Forschungstätigkeit ist Synjehubow auch Mitbegründer mehrerer Unternehmen, die sich mit Immobilientransaktionen und der Beratung in Fragen der Geschäftstätigkeit und des Managements befassen.
Im Oktober 2019 genehmigte die Regierung Synjehubows Ernennung zum Gouverneur der Oblast Poltawa und er wurde am 11. November 2019 von Wolodymyr Selenskyj zum Gouverneur ernannt. Am 24. Dezember 2021 wurde er Gouverneur der Oblast Charkiw. Seit Beginn des russischen Überfalls am 24. Februar 2022 ist er der Leiter der regionalen Militärverwaltung Charkiws. Am 6. März 2022 wurde ihm der Bohdan-Chmelnyzkyj-Orden 3. Klasse „für einen bedeutenden persönlichen Beitrag zum Schutz der staatlichen Souveränität und territorialen Integrität der Ukraine, [und] den Mut und das selbstlose Handeln bei der Organisation der Verteidigung der Siedlungen gegen russische Invasoren“ verliehen.